# Lovemore Moyo
Lovemore Moyo (ur. 29 stycznia 1965 w Kezi) – zimbabweński polityk, przewodniczący Izby Zgromadzenia od 25 sierpnia 2008 do 3 września 2013. Narodowy Przewodniczący Ruchu na rzecz Demokratycznej Zmiany (MDC).

## Życiorys
Lovemore Moyo urodził się w miejscowości Kezi w Matabelelandzie Południowym w ówczesnej Rodezji Południowej. W 1977, w wieku 12 lat, przerwał edukację i wyjechał do Zambii, by przejść szkolenie wojskowe w organizacji ZIPRA (Niezależnej Ludowej Rewolucyjnej Armii Zimbabwe), militarnym skrzydle ZAPU kierowanym przez Joshuę Nkomo. Do Zimbabwe powrócił w 1980. W 1990 Moyo zakończył edukację na szczeblu średnim.
W 1999 Lovemore Moyo był jednym z założycieli Ruchu na rzecz Demokratycznej Zmiany (MDC, Movement for Democratic Change). Został jego sekretarzem w prowincji Matabeleland Południowy. W czerwcu 2000 został wybrany do Izby Zgromadzenia (niższa izba parlamentu) z okręgu Matobo w Matabelelandzie Południowym. Był członkiem parlamentarnego Komitetu Edukacji, Sportu i Kultury. W wyborach parlamentarnych w marcu 2005 uzyskał reelekcję. 
W wyniku wyborów parlamentarnych z 29 marca 2008 po raz trzeci dostał się parlamentu jako przedstawiciel MDC. 25 sierpnia 2008 na pierwszym posiedzeniu nowego parlamentu, został wybrany przewodniczącym Izby Zgromadzenia, uzyskując 110 z 208 głosów deputowanych. Moyo został pierwszym politykiem na tym stanowisku, który nie jest członkiem rządzącej partii ZANU-PF.